# Naar de kermis
Naar de kermis is een single van Ronnie Tober en Ciska Peters die is uitgebracht in 1975. 

## Muziek
De melodie van het nummer is gebaseerd op het lied Wien bleibt Wien van de Oostenrijkse componist Johann Schrammel. De tekst is geschreven door Peter Koelewijn. Het nummer heeft 5 weken in de Nederlandse Top 40 gestaan.